# Gospodari svemira (2026.)
Gospodari svemira (eng. Masters of the Universe), predstojeći fantastični film iz podžanra mača i magije u režiji Travisa Knighta i produkciji Amazon MGM Studiosa i Mattel Filmsa, čija je premijera, nakon brojnih pomicanja datuma, otkazivanja i promjena filmskog studija, zakazana za 5. lipnja 2026. godine. Glavne uloge u nadolazećem filmu tumačit će Nicholas Galitzine u ulozi He-Mana i Jared Leto kao Skeletor. Prethodni film Gospodari svemira iz 1987. godine u produkciji Cannon Filmsa u režiji Garyja Goddarda i s Dolphom Lundgrenom u naslovnoj ulozi He-Mana, nije ostvario uspjeh u kinima, iako je protokom godina stekao kultni status među obožavateljima Mattelove franšize Gospodari svemira.

## Radnja
Desetogodišnji princ Adam srušio se na Zemlju u svemirskom brodu i odvojen je od svog čarobnog Mača Moći - jedine veze s njegovim domom na Eterniji. Nakon što ga je ušao u trag gotovo dva desetljeća kasnije, princ Adam je vraćen natrag preko svemira kako bi obranio svoj rodni planet od zlih sila Skeletora. Ali da bi pobijedio tako moćnog zlikovca, princ Adam će prvo morati otkriti tajne svoje prošlosti i postati He-Man: najmoćniji čovjek u svemiru!

## Glumci
- Nicholas Galitzine – He-Man, najmoćniji čovjek u svemiru, zaštitnik Eternije i branitelj tajni dvorca Siva Lubanja; njegov stvarni identitet je onaj princa Adama, prijestolonasljednika Eternosa.
- Jared Leto – Skeletor, gospodar uništenja, zli čarobnjak i vođa Zlih ratnika
- Camila Mendes – Teela, kapetanica kraljevske straže Eternosa, pripadnica Herojskih ratnika
- Idris Elba – Man-At-Arms/Duncan, kraljevski oružar i inženjer, Teelin očuh i Adamov mentor
- Alison Brie – Evil-Lyn, zla čarobnica, Skeletorova saveznica
- Morena Baccarin – Čarobnica, čuvarica moći i tajni dvorca Siva Lubanja, Teelina majka. Čarobne moći i ljudsko obličje ima unutar dvorca, a vani može izaći samo u obliku sokola Zoar i tada može komunicirati isključivo telepatski
- James Purefoy – kralj Randor, vladar Eternosa, otac princa Adama/He-Mana
- Charlotte Riley – kraljica Marlena, supruga kralja Randora i majka princa Adama/He-Mana i princeze Adore/She-Ra; zemaljska astronautkinja koja se srušila svemirskom letjelicom na Eterniju i postala kraljeva supruga
- Jóhannes Haukur Jóhannesson – Fisto/Malcolm, član Herojskih ratnika, ima jaku metalnu šaku
- Jon Xue Zhang - Ram-Man – pripadnik Herojskih ratnika, ima čvrstu glavu i kacigu kojom može rušiti neprijatelje i objekte ispred sebe
- Sam C. Wilson – Trap Jaw zli kiborg koji ima metalnu čeljust i umjetnu ruku na koju može umetati razna oružja
- Hafthor Bjornsson – Goat Man, zli ratnik i sluga Beast Mana
- Kojo Attah – Tri-Klops, zli mačevaoc s kibernetskim dodacima na kacigi koji mu omogućavaju pogled u svim smjerovima pomoću troje umjetnih očiju

## Produkcija

### Razvoj
Prvi pokušaj filmske revitalizacije franšize Gospodari svemira zbio se u listopadu 2004. godine kada je filmski studio Fox 2000 uspostavio kontakt s redateljom Johnom Wooom zbog rada na filmu o He-Manu, temeljenom na Mattelovoj popularnoj frašizi Gospodari svemira. Scenarij je trebao napisati Adam Rifkin, a produkciju je trebala preuzeti filmska kompanija Lion Rock Johna Wooa i Terrencea Changa. Projekt nije zaživio te su prava vraćena Mattelu.
U svibnju 2007. pojavile su se svježe glasine o snimanju novog filma o He-Manu. Prava na snimanje je otkupio Warner Bros, a film je trebao producirati Joel Silver, scenarij napisati Justin Marks, a režirati John Woo. Film se osmišljavao pod radnim naslovom Grayskull: Gospodari svemira, a prema ideji Justina Marksa trebao je izgledati kao mješavina Gospodara prstenova i Matrixa. Ideja je došla uoči uspješnog predstavljanja filma iz Hasbrove franšize igračaka, Transformeri (2007.). Međutim, projekt nije nikada službeno odobren, zbog nesuglasica između Joela Silvera i Warner Brosa, te su filmska prava opet vraćena Mattelu.

U studenom 2008. pojavile su se nove glasine o mogućem filmu u produkciji Joela Silvera, prema scenariju Justina Marksa radnog naslova Grayskull: Gospodari svemira i pod palicom studija Warner Bros. Navodno su trebali biti upotrijebljeni vizualni efekti po uzoru na hit 300 (2006.). Navodni scenarij objavljen je na Internetu. 2009. procurila je vijest da redatelj filma Kung Fu Panda, John Stevenson, kani preuzeti redateljsku dužnost filma. Iste godine redatelj Renny Harlin bio je u pregovorima oko režije filma koji bi navodno trebao izaći u kina 2011. godine Dana 12. svibnja 2009. godine objavljeno je da je pisanje scenarija prepušteno Evanu Daughertyju, iako je John Stevenson još uvijek iskazao želju za režiranjem filma. 
U rujnu 2009., Sony je preuzeo filmska prava "Gospodara svemira" od Warner Brosa pošto su Mattel i Silver imali kreativne razmirice. Todd Black, Jason Blumenthal i Steve Tisch su dobili zadatak smišljanja novog "He-Man" filma za Sonyjevu podružnicu Columbia Pictures, bez ikakvih spona s prijašnjim scenarijem. Scenaristi Mike Finch i Alex Litvak unajmljeni su u travnju 2010. godine radi pisanja sinopsisa. Radni naslov filma bio je Grayskull, međutim novi film i dalje nije bio službeno potvrđen.
Krajem 2012. godine pojavila se vijest da će Jon M. Chu preuzeti režiranje filma. U međuvremenu se originalni glumac He-Mana, Dolph Lundgren objavio u intervjuu za IGN da bi mogao odraditi ulogu kralja Randora za novi film.
Dana 7. listopada 2013. godine The Hollywood Reporter je objavio da će radnja novog filma biti smještena na Eterniji, baš kao u originalnoj priči iz akcijskih igračaka i Filmationove animirane serije He-Man i Gospodari svemira iz 1980-ih. U međuvremenu je Jon M. Chuj otpao kao izbor za redatelja, a tijekom 2014. godine smijenjivalo se više redateljskih imena u medijima.
U siječnju 2016. godine objavljeno je da će McG režirati film i nadzirati preradu scenarija Alexa Litvaka i Mikea Fincha, dok su kao producenti nastupili Todd Black, Jason Blumenthal i Steve Tisch te DeVon Franklin. U travnju 2017. godine objavljeno je da će film imati premijeru 18. prosinca 2019. godine. Istovremeno, je McG napustio film, a unajmljen je David S. Goyer da preradi scenarij. Uskoro je objavljeno da će Goyer ujedno i režirati film. Goyer je u veljači 2018. godine odstupio s mjesta redatelja filma kako bi se fokusirao na druge projekte, ali je ostao uključen kao izvršni producent i scenarist.
U travnju 2018. godine Variety je objavio da će braća Aaron i Adam Nee režirati film, radnog naslova Gospodari svemira, a u siječnju sljedeće godine angažirani su Art Marcum i Matt Holloway da napišu nacrt novog scenarija.

### Predprodukcija
Glavno snimanje filma trebalo je početi sredinom srpnja 2019. godine u Pragu. Dana 20. ožujka 2019. godine objavljeno je da je Noah Centineo u pregovorima za glavnu ulogu u filmu, što je mjesec dana kasnije bilo i potvrđeno. U tom trenutku je Sony objavio 5. ožujka 2021. godine kao novi datum puštanja filma. U siječnju 2020. godine film je bio maknut iz Sonyjeva rasporeda kino prikazivanja, da bi se u travnju 2021. godine Centineo povukao iz projekta.
U siječnju 2022. godine, Netflix je dobio od Mattela prava na snimanje filma umjesto Sonyja, što je bilo djelomično zbog toga što su se u to vrijeme prikazivale dvije animirane serije na Netflixu, temeljene na Mattelovoj franšizi, She-Ra i Princeze ratnice i Gospodari svemira: Otkriće pa su Mattel i Netflix odlučili proširiti suradnju. Kyle Allen je izabran za novog tumača uloge He-Mana, dok je novi nacrt scenarija napisao David Callaham u suradnji s braćom Nee.
U srpnju 2023. godine Variety je objavio da Netflix odustao od snimanja filma o He-Manu i to nakon potrošenih 30 milijuna USD u razvoju filma. Vlasnička prava su bila ponovno vraćena Mattelu, koji je nakon velikog uspjeha s filmom Barbie, još jednom svojom uspješnom franšizom, odlučio potražiti novi filmski studio za realizaciju filma o He-Manu.
U svibnju 2024. objavljeno je da će projekt preuzeti Amazon MGM Studios, a za novog je redatelja izabran Travis Knight. Također je izabran i novi scenarist, Chris Butler koji će preraditi inicijalni nacrt Davida Callahama te braće Aarona i Adam Neea. Novi datum premijere zakazan je za 5. lipnja 2026. godine. Dana 29. svibnja objavljeno je da će ulogu He-Mana preuzeti glumac Nicholas Galitzine, a 15. kolovoza je izašla vijest da će Teelu glumiti glumica Camila Mendes. Dana 4. rujna objavljeno je da će Evil-Lyn glumiti glumica Alison Brie.
Dana 20. prosinca 2024. godine Amazon MGM i Mattel Filmsa objavili su imena novih angažiranih glumaca koji će utjelovljivati zlikovce u nadolazećem filmu Gospodari svemira: Jared Leto kao Skeletor, Sam C. Wilson kao Trap Jaw, Hafthor Bjornsson kao Goat Man i Kojo Attah kao Tri-Klops.

### Snimanje
Snimanje je počelo 6. siječnja 2025. godine u Londonu, Ujedinjeno Kraljevstvo. Dana 10. veljače 2025. godine objavljeno je da će Morena Baccarin glumiti Čarobnicu, a Jóhannes Haukur Jóhannesson Fista u nadolazećem filmu. Dana 11. veljače 2025. godine objavljeno je da će glumci James Purefoy i Charlotte Riley glumiti uloge kralja Randora, odnosno kraljice Marlene.

## Vanjske poveznice
- Mučna povijest ponovnog pokretanja filma 'Gospodari svemira' - collider.com (engl.)
- He-Man se vraća na velika platna - variety.com (engl.)
- WB-ov Joel Sliver oblikuje film o He-Manu - variety.com (engl.)
- Film Gospodari svemira stiže na Netflix, Kyle Allen izabran za glavnog glumca - hollywoodreporter.com (engl.)
- Film Gospodari svemira ukinut na Netflixu - variety.com (engl.)
- Akcijski film 'Gospodari svemira' dobiva datum prikazivanja u kinima - hollywoodreporter.com (engl.)
- Mattelov 'Masters of the Universe' seli se s Netflixa na Amazon za ljeto 2026., Travis Knight redatelj - variety.com (engl.)
- 'Gospodari svemira' angažiraju zvijezda filma 'Idea of You' Nicholasa Galitzinea kao He-Mana - hollywoodreporter.com (engl.)
- 'Gospodari svemira': Camila Mendes dobiva ključnu ulogu Teele u Amazonovom filmu He-Man - hollywoodreporter.com (engl.)